# مسجد سدوان
مسجد سدوان أو مسجد الصحابي معاذ بن جبل وهو مسجد تاريخي بُني في العام التاسع هجري على يد الصحابي معاذ بن جبل عندما بعثه الرسول لليمن.

## الموقع
يقع المسجد في مركز بللسمر شمال منطقة عسير والواقعة جنوب غرب المملكة العربية السعودية.

## البناء
زٌينت جدران المسجد بالحجر وما زالت تُقام فيه الصلوات الخمس.